# Dubiaranea persimilis
Dubiaranea persimilis là một loài nhện trong họ Linyphiidae. Loài này được phát hiện ở Ecuador.